# Notarius biffi
Notarius biffi is een  straalvinnige vissensoort uit de familie van christusvissen (Ariidae). De wetenschappelijke naam van de soort is voor het eerst geldig gepubliceerd in 2004 door Betancur-R. & Acero P..
De soort staat op de Rode Lijst van de IUCN als niet bedreigd, beoordelingsjaar 2007.